# Холмский щит
«Холмский щит» (нем. Cholmschild) — награда, памятный знак нацистской Германии, которым награждались военнослужащие и гражданские лица, отличившиеся в боях в окружении в районе города Холм. По количеству награждений является самым редким нарукавным щитом из всех учреждённых в нацистской Германии.
Награждения производились до 1 апреля 1943 г. Знак вручался всем военнослужащим и находившимся в подчинении вермахта лицам, принимавшим участие в боевых действиях в вышеуказанном районе в период с 21 января по 5 мая 1942 г.

## Описание награды
Алюминиевый серебристый щит, на котором изображен имперский орел, сидящий на Железном Кресте и надпись «CHOLM 1942». Щит крепился к подложке мундирного сукна. Знак носили в верхней части
левого рукава. Размер: 65×40 мм.

## Современный статус награды
В соответствии с § 6 закона Германии о порядке награждения орденами и о порядке ношения от 26 июля 1957 года (нем. Gesetz uber Titel, Orden und Ehrenzeichen) ношение знака разрешено, но только в «денацифицированном» варианте (без свастики).